# Danilo Türk
Danilo Türk (Maribor, 19 de fevereiro de 1952) é um advogado e diplomata esloveno, foi presidente de seu país, de 2007 até 2012.

## Vida
Professor de direito internacional, especialista em direitos humanos e figura política que atuou como presidente da Eslovênia de 2007 a 2012. Türk foi o primeiro embaixador esloveno no Nações Unidas, de 1992 a 2000, e foi Secretário-Geral Adjunto da ONU para Assuntos Políticos de 2000 a 2005.
Ele é professor visitante de direito internacional na Universidade de Columbia em Nova York, professor emérito da Faculdade de Direito da Universidade de Ljubljana e membro sênior não residente do Instituto Chongyang de Estudos Financeiros da Universidade Renmin da China em Pequim. Türk é o fundador da Fundação Danilo Türk, dedicada principalmente à reabilitação de crianças vítimas de conflitos armados. Ele também é o presidente do Painel Global de Alto Nível sobre Água e Paz e presidente do conselho da Global Fairness Initiative, em Washington, D.C., ONG dedicada ao desenvolvimento econômico e social em nações em desenvolvimento.
Em 2016, Türk foi um candidato malsucedido ao cargo de Secretário-Geral das Nações Unidas.

## Ligação externa
- Página pessoal

- Web page of the president of Slovenia
- Former presidents of Slovenia with links on their archive web pages
- Office of former President Danilo Türk
- Presidential campaign site 2012
- (em castelhano) Biography by CIDOB Foundation
- Interview from December 2009 in English with transcript